# Noyant-de-Touraine
Pour les articles homonymes, voir Noyant (homonymie).
Noyant-de-Touraine est une commune française du département d'Indre-et-Loire, en région Centre-Val de Loire.

## Géographie
|        | Saint-Épain        |                          |
|        | Noyant-de-Touraine |                          |
| Pouzay |                    | Sainte-Maure-de-Touraine |

### Hydrographie

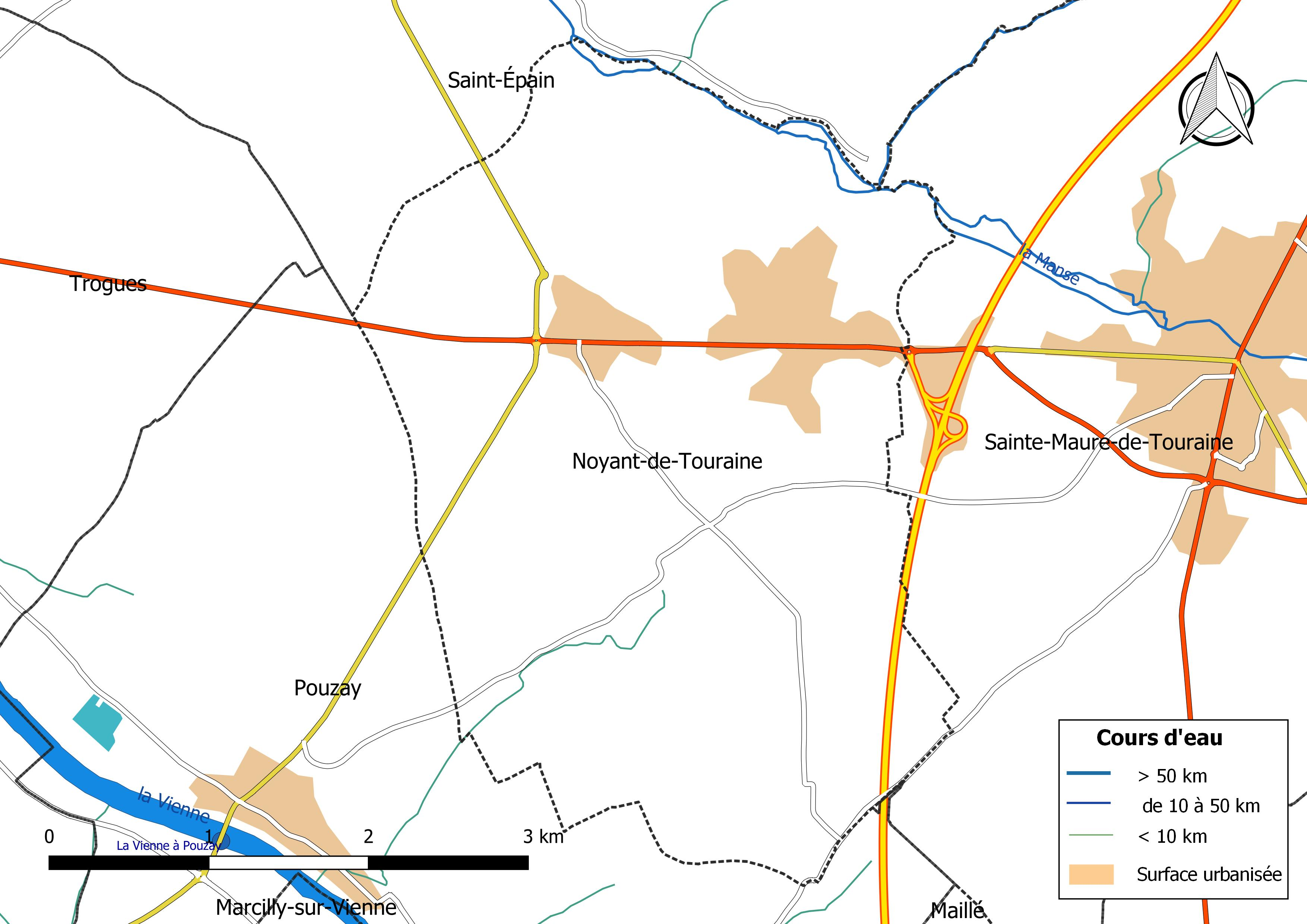
Réseau hydrographique de Noyant-de-Touraine.

Le réseau hydrographique communal, d'une longueur totale de 6,35 km, comprend un cours d'eau notable, la Manse (2,925 km), et quatre petits cours d'eau pour certains temporaires,.
La Manse, d'une longueur totale de 30,5 km, prend sa source à une altitude de 117 m sur la commune de Bossée et se jette dans la Vienne à L'Île-Bouchard, à 32 m d'altitude, après avoir traversé 11 communes. 
Sur le plan piscicole, la Manse est classée en deuxième catégorie piscicole. Le groupe biologique dominant est constitué essentiellement de poissons blancs (cyprinidés) et de carnassiers (brochet, sandre et perche).

### Climat
Pour des articles plus généraux, voir Climat du Centre-Val de Loire et Climat d'Indre-et-Loire.
En 2010, le climat de la commune est de type climat océanique altéré, selon une étude du CNRS s'appuyant sur une série de données couvrant la période 1971-2000. En 2020, Météo-France publie une typologie des climats de la France métropolitaine dans laquelle la commune est toujours exposée à un climat océanique altéré et est dans la région climatique Moyenne vallée de la Loire, caractérisée par une bonne insolation (1 850 h/an) et un été peu pluvieux.
Pour la période 1971-2000, la température annuelle moyenne est de 11,6 °C, avec une amplitude thermique annuelle de 14,8 °C. Le cumul annuel moyen de précipitations est de 707 mm, avec 10,7 jours de précipitations en janvier et 6,5 jours en juillet. Pour la période 1991-2020, la température moyenne annuelle observée sur la station météorologique de Météo-France la plus proche, sur la commune de Saint-Épain à 4 km à vol d'oiseau, est de 12,3 °C et le cumul annuel moyen de précipitations est de 745,6 mm,. Pour l'avenir, les paramètres climatiques de la commune estimés pour 2050 selon différents scénarios d'émission de gaz à effet de serre sont consultables sur un site dédié publié par Météo-France en novembre 2022.

## Urbanisme

### Typologie
Au 1er janvier 2024, Noyant-de-Touraine est catégorisée bourg rural, selon la nouvelle grille communale de densité à sept niveaux définie par l'Insee en 2022.
Elle est située hors unité urbaine. Par ailleurs la commune fait partie de l'aire d'attraction de Tours, dont elle est une commune de la couronne,. Cette aire, qui regroupe 162 communes, est catégorisée dans les aires de 200 000 à moins de 700 000 habitants,.

### Occupation des sols
L'occupation des sols de la commune, telle qu'elle ressort de la base de données européenne d’occupation biophysique des sols Corine Land Cover (CLC), est marquée par l'importance des territoires agricoles (79,3 % en 2018), une proportion sensiblement équivalente à celle de 1990 (79,8 %). La répartition détaillée en 2018 est la suivante : 
terres arables (67,1 %), forêts (13,5 %), zones agricoles hétérogènes (7,5 %), zones urbanisées (7,2 %), prairies (4,6 %), cultures permanentes (0,2 %). L'évolution de l’occupation des sols de la commune et de ses infrastructures peut être observée sur les différentes représentations cartographiques du territoire : la carte de Cassini (XVIIIe siècle), la carte d'état-major (1820-1866) et les cartes ou photos aériennes de l'IGN pour la période actuelle (1950 à aujourd'hui).

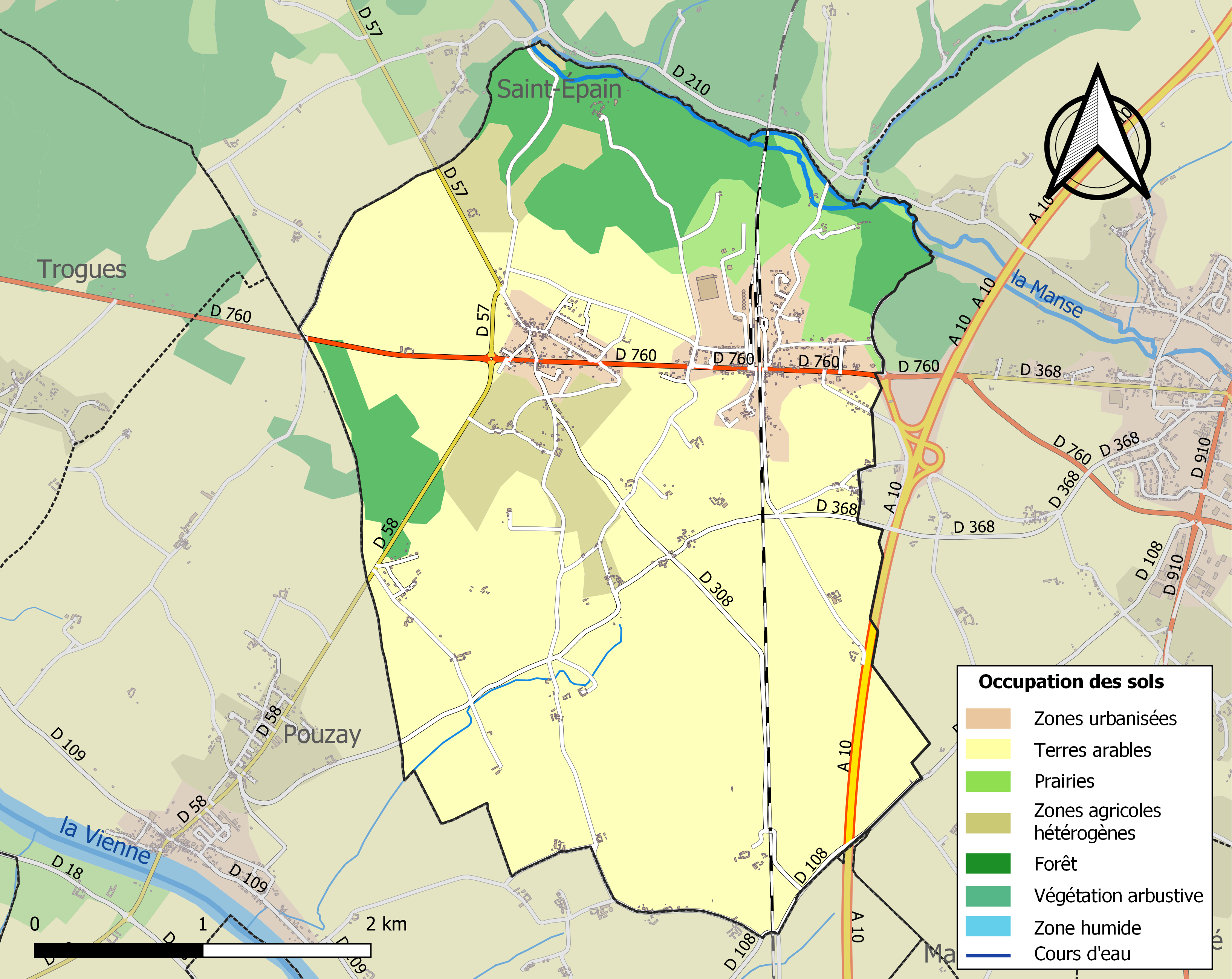
Carte des infrastructures et de l'occupation des sols de la commune en 2018 (CLC).

### Risques majeurs
Le territoire de la commune de Noyant-de-Touraine est vulnérable à différents aléas naturels : météorologiques (tempête, orage, neige, grand froid, canicule ou sécheresse) et séisme (sismicité faible). Un site publié par le BRGM permet d'évaluer simplement et rapidement les risques d'un bien localisé soit par son adresse soit par le numéro de sa parcelle.

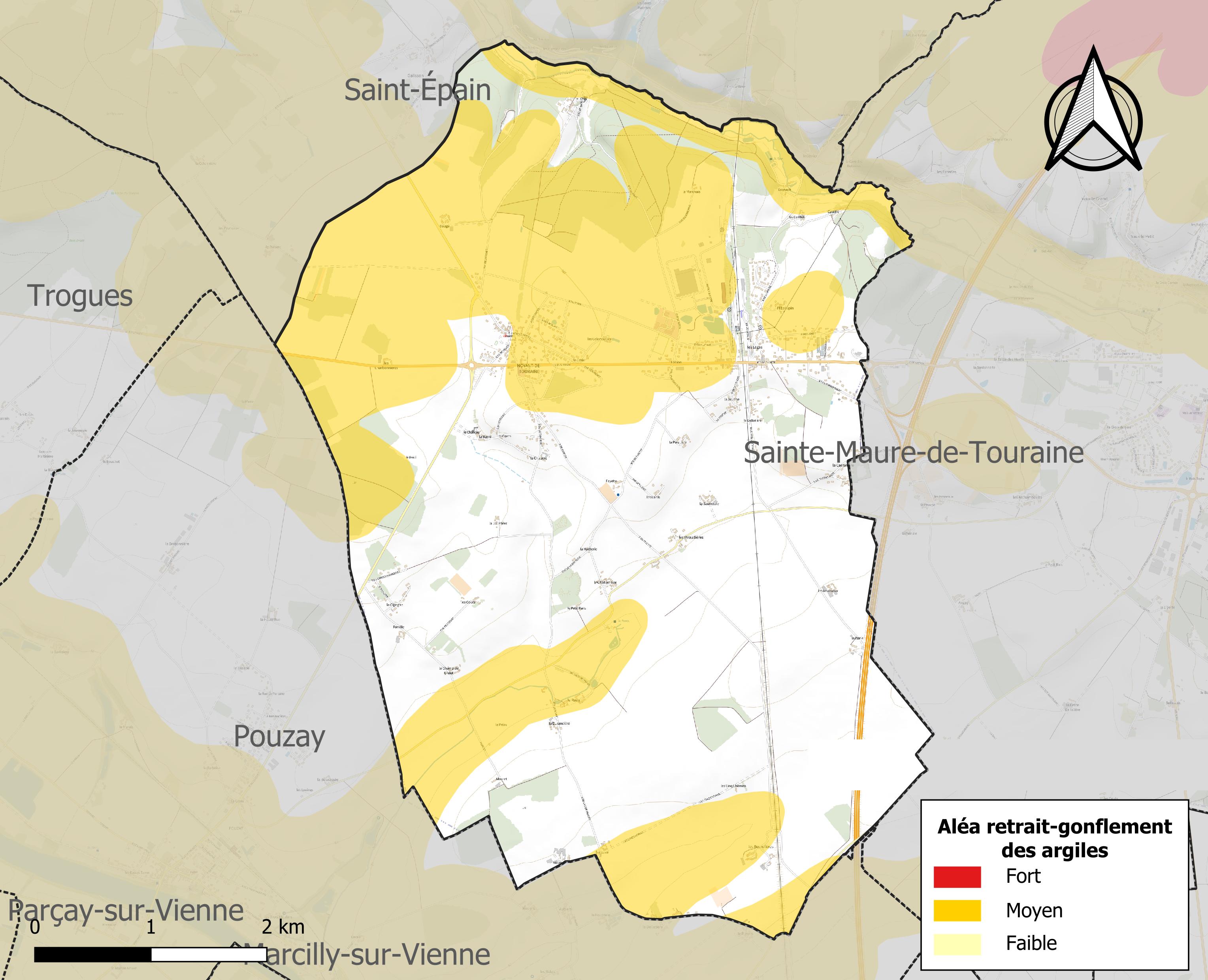
Carte des zones d'aléa retrait-gonflement des sols argileux de Noyant-de-Touraine.

Le retrait-gonflement des sols argileux est susceptible d'engendrer des dommages importants aux bâtiments en cas d’alternance de périodes de sécheresse et de pluie. 42 % de la superficie communale est en aléa moyen ou fort (90,2 % au niveau départemental et 48,5 % au niveau national). Sur les 507 bâtiments dénombrés sur la commune en 2019, 221 sont en aléa moyen ou fort, soit 44 %, à comparer aux 91 % au niveau départemental et 54 % au niveau national. Une cartographie de l'exposition du territoire national au retrait gonflement des sols argileux est disponible sur le site du BRGM,.
Concernant les mouvements de terrains, la commune a été reconnue en état de catastrophe naturelle au titre des dommages causés par des mouvements de terrain en 1999.

## Politique et administration

### Liste des maires
| Période                                  | Période  | Identité            | Étiquette      | Qualité |
| ---------------------------------------- | -------- | ------------------- | -------------- | ------- |
| avant 1981                               | 2001     | Claude Boiteau      |                |         |
| mars 2001                                | mai 2013 | Jean Chataud        |                |         |
| juillet 2013                             | mai 2020 | Yolande Billon      | DVG            | Maire   |
| mai 2020                                 | En cours | Théo Champion-Bodin | Sans étiquette |         |
| Les données manquantes sont à compléter. |          |                     |                |         |

### Tendances politiques
| Scrutin             | Scrutin             | 1er tour | 1er tour | 1er tour | 1er tour | 1er tour | 1er tour | 1er tour | 1er tour | 1er tour | 1er tour | 1er tour | 1er tour | 2d tour | 2d tour  | 2d tour | 2d tour | 2d tour | 2d tour |
| Scrutin             | Scrutin             | 1er      | 1er      | %        | 2e       | 2e       | %        | 3e       | 3e       | %        | 4e       | 4e       | %        | 1er     | 1er      | %       | 2e      | 2e      | %       |
| ------------------- | ------------------- | -------- | -------- | -------- | -------- | -------- | -------- | -------- | -------- | -------- | -------- | -------- | -------- | ------- | -------- | ------- | ------- | ------- | ------- |
| Présidentielle 2017 | Présidentielle 2017 |          | FN       | 35,56    |          | EM       | 19,72    |          | LFI      | 15,68    |          | LR       | 14,29    |         | EM       | 50,44   |         | FN      | 49,56   |
| Présidentielle 2022 | Présidentielle 2022 |          | RN       | 36,07    |          | LREM     | 28,64    |          | LFI      | 14,09    |          | REC      | 6,66     |         | RN       | 55,57   |         | LREM    | 44,43   |
| Législatives 2022   | 4e                  |          | RN       | 34,60    |          | RE-Ens   | 27,53    |          | PS-Nupes | 21,72    |          | LR       | 7,32     |         | PS-Nupes | 50,42   |         | RE-Ens  | 49,58   |
| Législatives 2024   | 4e                  |          | RN       | 49,75    |          | RE-Ens   | 23,45    |          | PS-NFP   | 16,92    |          | LR       | 8,54     |         | RN       | 59,41   |         | PS-NFP  | 40,59   |

## Population et société

### Démographie
L'évolution du nombre d'habitants est connue à travers les recensements de la population effectués dans la commune depuis 1793. Pour les communes de moins de 10 000 habitants, une enquête de recensement portant sur toute la population est réalisée tous les cinq ans, les populations de référence des années intermédiaires étant quant à elles estimées par interpolation ou extrapolation. Pour la commune, le premier recensement exhaustif entrant dans le cadre du nouveau dispositif a été réalisé en 2004.

En 2022, la commune comptait 1 170 habitants, en évolution de −3,94 % par rapport à 2016 (Indre-et-Loire : +1,67 %, France hors Mayotte : +2,11 %).
| 1793 | 1800 | 1806 | 1821 | 1831 | 1836 | 1841 | 1846 | 1851 |
| ---- | ---- | ---- | ---- | ---- | ---- | ---- | ---- | ---- |
| 401  | 423  | 448  | 429  | 410  | 477  | 482  | 481  | 503  |

| 1856 | 1861 | 1866 | 1872 | 1876 | 1881 | 1886 | 1891 | 1896 |
| ---- | ---- | ---- | ---- | ---- | ---- | ---- | ---- | ---- |
| 555  | 553  | 571  | 509  | 562  | 603  | 612  | 577  | 564  |

| 1901 | 1906 | 1911 | 1921 | 1926 | 1931 | 1936 | 1946 | 1954 |
| ---- | ---- | ---- | ---- | ---- | ---- | ---- | ---- | ---- |
| 563  | 561  | 586  | 540  | 561  | 544  | 559  | 564  | 589  |

| 1962 | 1968 | 1975 | 1982 | 1990 | 1999 | 2004 | 2006 | 2009 |
| ---- | ---- | ---- | ---- | ---- | ---- | ---- | ---- | ---- |
| 588  | 570  | 541  | 564  | 622  | 646  | 780  | 815  | 948  |

| 2014  | 2019  | 2022  | - | - | - | - | - | - |
| ----- | ----- | ----- | - | - | - | - | - | - |
| 1 179 | 1 183 | 1 170 | - | - | - | - | - | - |

### Enseignement
Noyant-de-Touraine se situe dans l'Académie d'Orléans-Tours (Zone B) et dans la circonscription de Chinon.
L'école primaire Geoffroy de Pennart accueille les élèves de la commune.

## Économie
La ville comprend une zone d'activité, la « Z.A. de la justice », où est située notamment la base logistique frais Intermarché.

## Culture locale et patrimoine

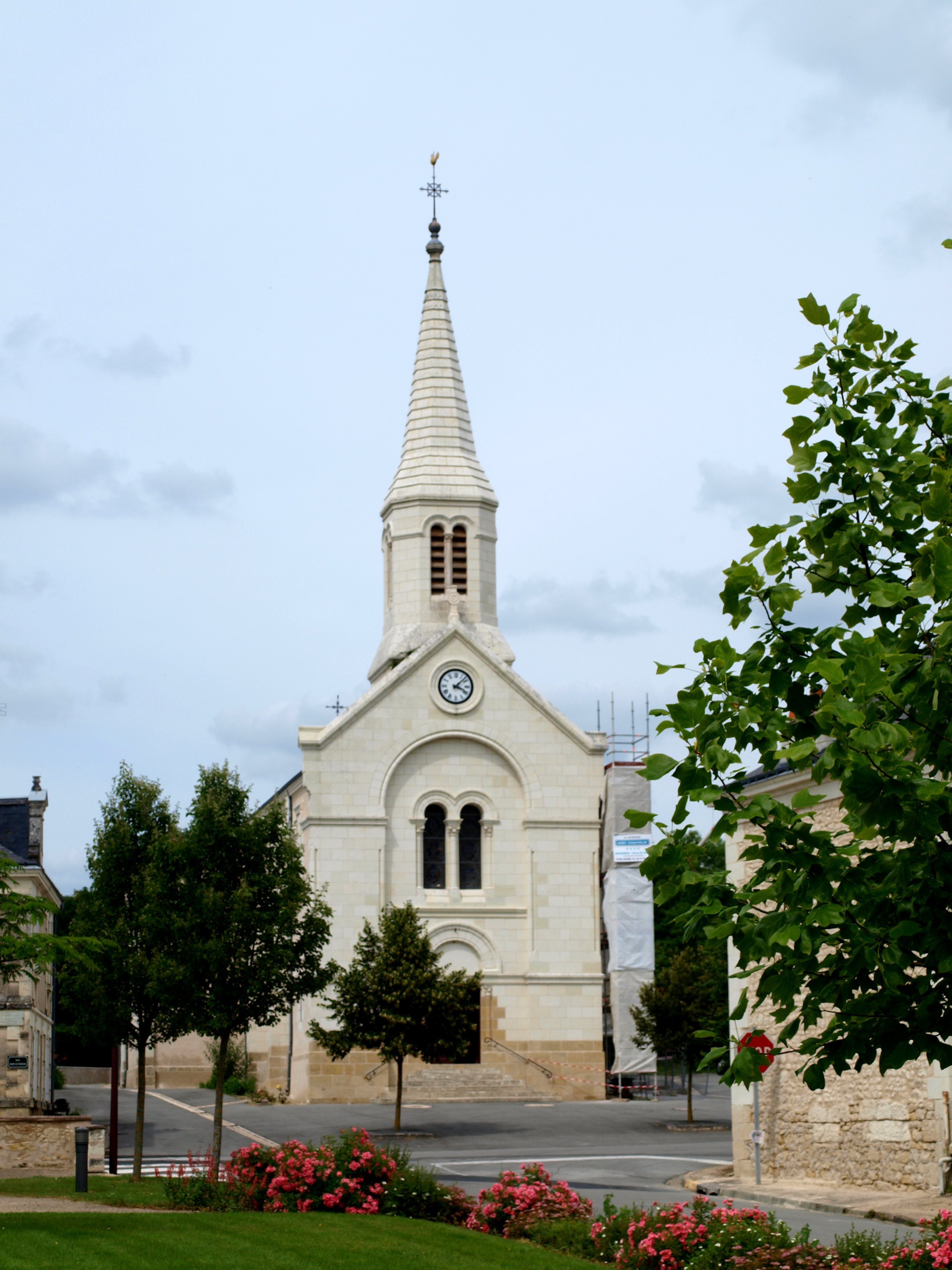
Église de Noyant-de-Touraine.

### Lieux et monuments
L'église actuelle, dédiée aux saints Gervais et Protais, a été construite en 1874 par le sieur Rémy, architecte à Tours. L'édifice qu'elle a remplacé avait été bâti au XIIe siècle et restauré et agrandi au XVe. Le clocher fut construit en 1890 par le sieur Dubois, entrepreneur à Sainte-Maure, d'après les plans de M. Guérin fils, architecte à Tours. 

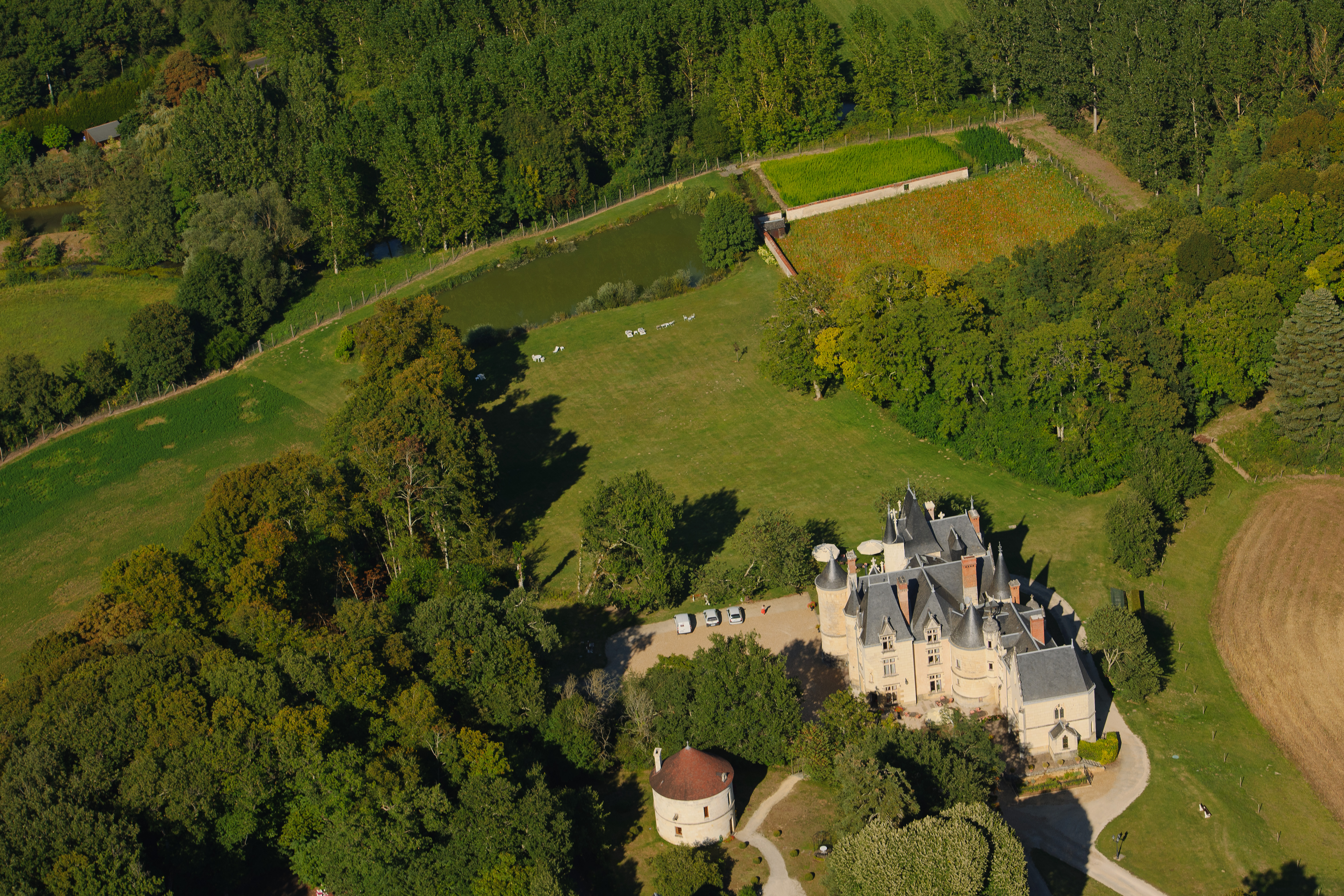
Site de Brou, le château domine la vallée de la Manse (en haut sur la photo).

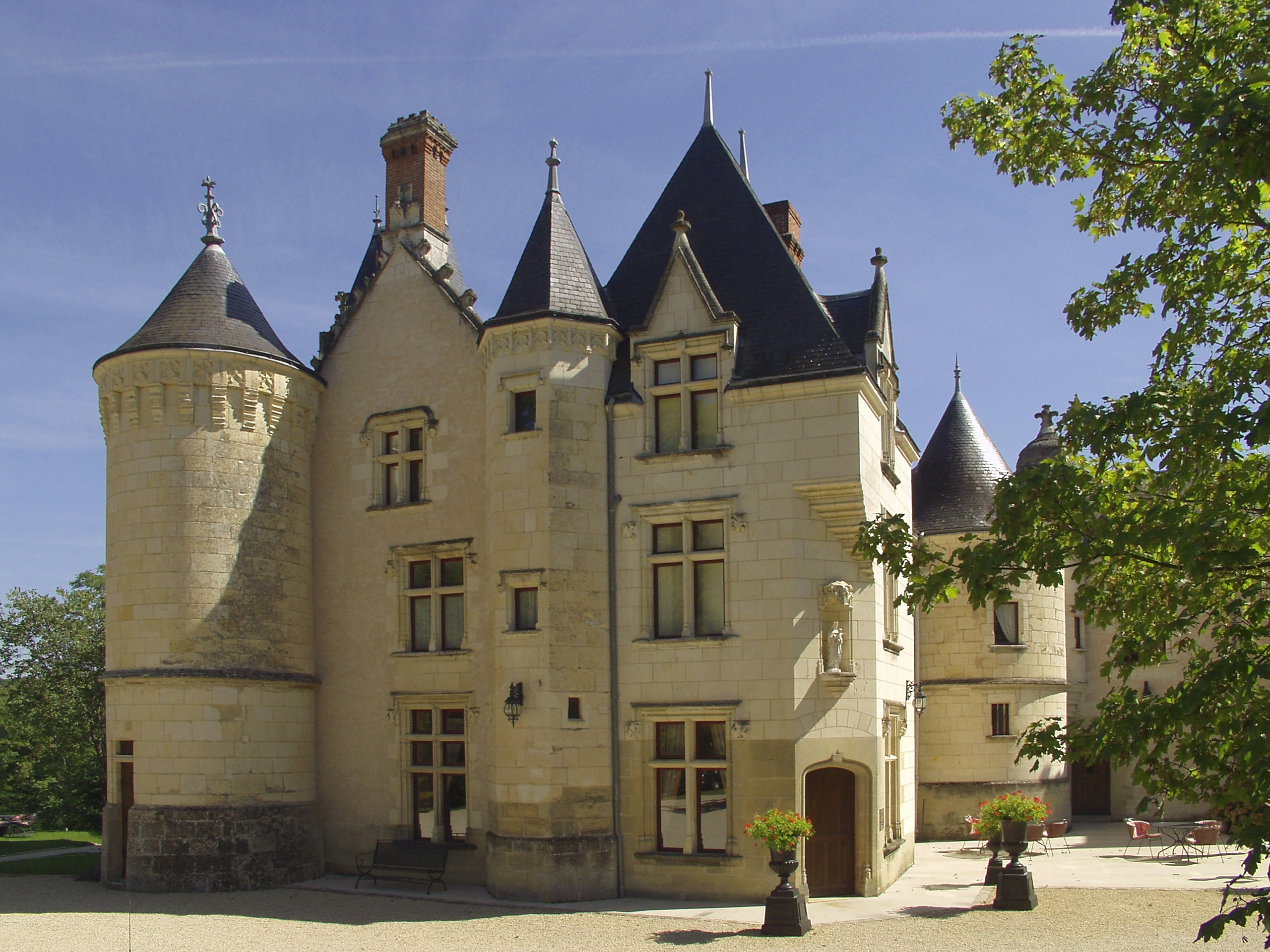
Château de Brou.

Le château de Brou fut  bâti, selon une légende par le maréchal de Boucicaut (Jean II Le Meingre, XVe siècle) mais plus sûrement par le Chevalier François de Gebert, Seigneur de Noyant et du Rivau. Vers 1866-1868, M. le marquis de Moges fit faire des réparations importantes à ce château, sous la direction de M. de la Morandière, le même architecte qui construisit le viaduc de la Manse.
Sur le territoire de Noyant se trouvaient autrefois deux beaux dolmens : celui de la Hacherie et celui des Piraudières. De ce dernier, on ne voit que quelques restes ; quant à l'autre, il a été vendu en 1848 pour entrer dans la construction du pont de la Sauneraie, qui permettra le passage de la ligne SNCF Paris - Bordeaux.

### Personnalités liées à la commune
- Ida des Acres de l'Aigle (1872-1966)

Elle hérite de Brou en 1903. En 1906 avec Madame de Chézelles et l'aide de l'abbé Brault, curé de Noyant, elle y crée un orphelinat : l'œuvre des petits jardiniers de Brou. En 1914, Brou est transformé en annexe de l'hôpital de Sainte-Maure avec Madame de l'Aigle comme infirmière en chef. Elle y accueille aussi des enfants de Paris. En 1940, elle accueille de nouveau des réfugiés et s'oppose avec succès à la réquisition du château par l'armée allemande, ce qui aurait conduit à expulser les réfugiés.
En 1950, l'état de ses finances l'oblige à céder Brou qui est repris par la Société des Amis des Jeunes qui a continué des œuvres d'aide sociale et de formation professionnelle. Ida de l'Aigle a reçu la médaille d'argent de l'assistance publique et la médaille du mérite social. Son nom a été donné à la salle des fêtes de Noyant.